# Andries Severijn
 (mai 2022).
Si vous disposez d'ouvrages ou d'articles de référence ou si vous connaissez des sites web de qualité traitant du thème abordé ici, merci de compléter l'article en donnant les références utiles à sa vérifiabilité et en les liant à la section « Notes et références ».

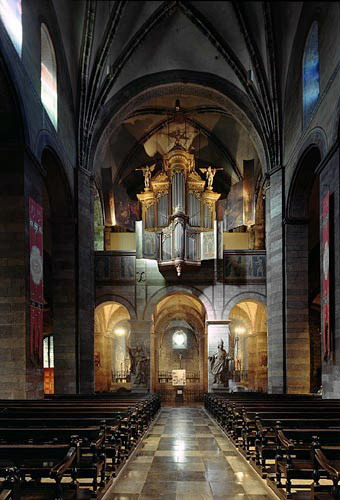
Orgue Severijn de 1652 dans la basilique Notre-Dame de l'Assomption de Maastricht

Andries Severijn, également connu sous le nom d'André Séverin, né à Maastricht vers 1600 et mort à Liège le 2 mai 1673, est un facteur d'orgues des Pays-Bas espagnols .

En 1626, il s'établit comme facteur d'orgues indépendant à Liège. Dr. Vente le loue comme le créateur de l'orgue baroque wallon avec des éléments à la fois français et allemands. Il est enterré sous son orgue à l'église Saint-Jacques-le-Mineur de Liège. L'inscription de sa pierre tombale se lit comme suit 

« D.O.M. André Séverin en son arte sans pareille, nous a fait ces orgues lún de ses merveilles, receut a mastreicht sa vie et son estre, et m(our)ut rempli de grace dans ce cloistre, 2Maye 1673. Ainsi d’un destin tres heureux, son corps reposse dans ce lieux, so name esclatte dans les cieux, et son ouvrage au milieux. Requieseat in pace. Mr. F. Séverin a fait mettre cette pierre, en memoire de son pere et de sa mere, Mle AnneTourinne Ambedeux, march(an)ts de Liege Ao 1673. »

## Principaux organes
- 1625-1650, construit à l'origine pour l'abbaye Saint-Laurent de Liège, vendu après 1796 à l'église Saint-Martin de Cuijk .
- 16. . , église Saint-Jacques-le-Mineur de Liège, orgue richement sculpté
- 1652, basilique Notre-Dame de Maastricht
- 1660, église Saint-Martin à Venlo